# Hollywood OS
Hollywood OS is de term die gebruikt wordt om een fictief computersysteem dat in films voorkomt aan te duiden. Het kenmerkt zich door incomplete, onrealistische of onpraktische features en interactiemodel en is vaak stereotypisch. Het hoeft niet noodzakelijkerwijs een echte computer of besturingssysteem te zijn; het kan ook een apparaat, gedrag of een technische feature zijn. Kijkers van films zijn hier zo aan gewend dat filmmakers hier bewust rekening mee houden .

## Beeldscherm
Features die opvallen op beeldschermen in films zijn bijvoorbeeld:
- vingerafdrukken zoeken in een database; hierbij komen de vingerafdrukken één voor één in beeld, hetgeen niet realistisch is omdat dit het zoeken vertraagt;
- zoeken op een computer, maar het niet vinden; hierbij komt groot (en rood) "NIET GEVONDEN" in beeld;
- een hacker die probeert ergens in te breken is goed in het raden van wachtwoorden;
- het onschadelijk maken van een tijdbom gebeurt in de laatste 10 seconden (soms wordt een draad demonstratief doorgeknipt), waarbij de tijdsaanduiding op een zevensegmentendisplay wordt aangegeven, nabij een knipperende rode LED;
- lettertypes op beeldschermen zijn futuristisch en onrealistisch groot;
- indien een telefoontap een locatie oplevert, of iemand volgt een mobiele telefoon, dan is de locatie een knipperend icoontje op een kaart;
- licht van beeldschermen en verlichting in een laboratorium is blauw;
- vage beelden kunnen worden verbeterd met onrealistische "enhance" of "crisp" features;
- bestanden kopiëren van of naar een computer gaat gepaard met een groot afgebeelde voortgangsbalk.

## Apparaten en voorwerpen
In films zijn apparaten kleiner en slimmer dan iemand in de winkel kan kopen. Voorbeelden zijn:
- een gps-apparaat ontvangt niet alleen een locatie, maar stuurt deze ook door;
- overheidsinstanties of hackers hebben toegang tot alle camerabeelden;
- een zender, camera of ander klein apparaatjes heeft een mobiele verbinding en de batterij gaat nooit leeg;
- een auto, hoe modern ook, is te starten door een paar draden onder het stuurwiel knetterend te verbinden;
- als een raam open staat waar iemand door gevlucht is, wappert er een gordijn;
- een bom is van glimmend materiaal in een koffer met zichtbare draden;
- een gifcapsule is een glazen patroon met gekleurde (groene) vloeistof in een futuristisch ogende cilinder.

## Geluid
In films wordt vaak gebruik gemaakt van geluiden die volgens de filmindustrie nu eenmaal bij een bepaald beeld horen. Voorbeelden hiervan zijn:
- een harde zoemer bij een gevangenisdeur die open gaat;
- piepende deuren in een spannende scène;
- een vrouwenstem spreekt een waarschuwing, bijvoorbeeld in een ruimteschip of hangar;
- een bom of gifcapsule schuift in en uit met een sissend geluid;
- er is een feedback (piep) hoorbaar zodra iemand een microfoon nadert om voor een publiek te spreken;
- ratten in beeld piepen als muizen (ratten piepen niet).